# فرودگاه نالچیک
فرودگاه نالچیک (به روسی: Аэропорт Нальчик) فرودگاهی عمومی واقع در نالچیک در کشور روسیه است که توسط FSUE "Elbrus-Avia" اداره می‌شود.

## شرکت‌های هواپیمایی و مقصدهای پروازی
| شرکت‌های هواپیمایی | مقصدهای پروازی  |
| ----------------- | --------------- |
| انور ایر          | آتاترک          |
| پابیدا            | ونوکووا، پالکوو |
| یوتی‌ایر اوییشن    | ونوکووا         |